# Flatljus

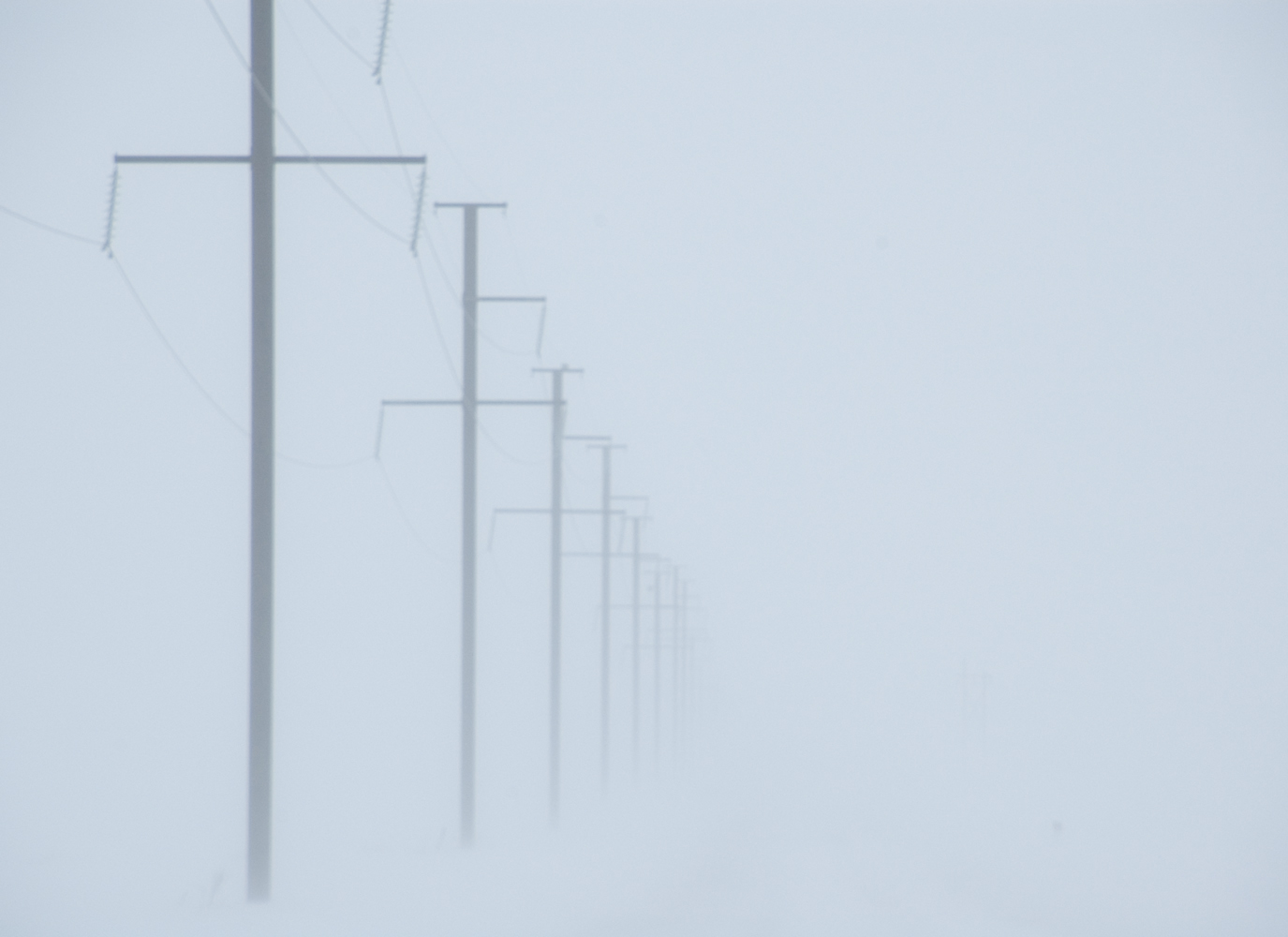
Flatljus i Saskatchewan (Mars 2007)

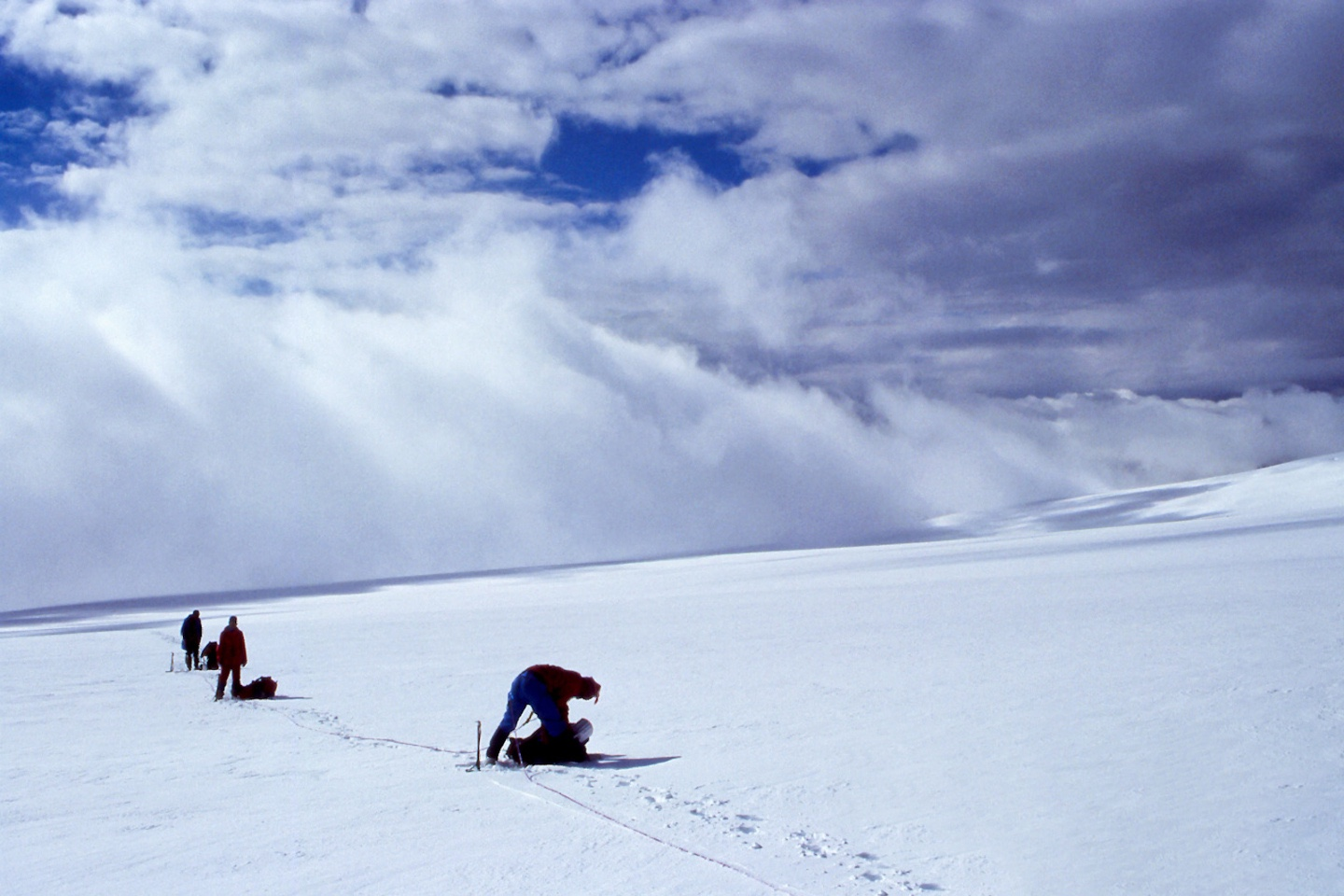
Relativt stort, stationärt flatljus på Lyell Icefield som varade i 4 timmar.

Flatljus är dålig sikt i till exempel fjällområden som kan bero på snö i luften eller sand i öken. Svårigheter att urskilja konturer och landmärkena i en snötäckt zon blir nästan omöjliga att urskilja. Det kan också användas när sikt och konturer minskar kraftigt av sand. Horisonten försvinner ur sikte medan himlen och landskapet saknar särprägel och lämnar inga visuella referenspunkter. Det saknas skuggor eftersom ljuset kommer lika mycket från alla möjliga håll. Flatljus har definierats som: "Ett tillstånd av diffust ljus när inga skuggor kastas, på grund av att ett kontinuerligt vitt molnlager ser ut att smälta samman med den vita snöytan. Inga ytojämnheter i snön är synliga, men ett mörkt föremål kan vara tydligt synligt. Det finns ingen synlig horisont."
Ett flatljus kan helt enkelt bero på extremt kraftiga snöfall som ses under snökanoner, eller på andra faktorer som diffus belysning från tunga moln, dis eller dimma, eller en bakgrund av snö. En person som förflyttar sig i ett reellt flatljus löper stor risk att bli helt desorienterad och gå vilse, även i bekanta omgivningar. Bilister måste vanligtvis stanna sin bil där de befinner sig, eftersom vägen är omöjlig att se. Normala snöfall och snöstormar, där snön faller med 3 eller 5 centimeter per timme eller där lättnadssikten inte är tydlig med ett klart synfält på över 9 meter, är ofta felaktigt kallade flatljus.

## Typer
Det finns tre olika former av flatljus:
1. I snöstormförhållanden kan snö som redan ligger på marken driva med vinden, vilket minskar sikten till nära noll.
2. Under snöfallsförhållanden kan mängden snö som faller skymma föremål och minska sikten till nära noll. Ett exempel på detta är under snökanon eller fjällsnö, där snömängden kan vara många gånger större än normal snö eller snöstormar.
3. Där marknära tjock dimma finns i en snötäckt miljö, särskilt på öppna områden utan funktioner.

## Variationer
Ett flatljus ska inte förväxlas med platt ljus. Även om det finns likheter, är både orsakerna och effekterna olika.
Ett flatljus är en minskning och spridning av solljus. 
Orsak: Solljus blockeras, reduceras och sprids av iskristaller i fallande snö, snödrev, vattendroppar i lågt liggande moln eller lokal dimma, etc. Det kvarvarande spridda ljuset slås samman och blandas.
Resultat: På grund av en minskning av reflekterat ljus, visuella referenser till exempel horisonten, terrängegenskaper, lutningsaspekt etc. är avsevärt reducerade eller helt blockerade. Detta leder till en oförmåga att positionera sig i förhållande till omgivningen. Under svåra tillstånd kan en individ uppleva en förlust av proprioception (förmåga att urskilja position och rörelse), förvirring, förlust av balans och en generell minskning av förmågan att agera.

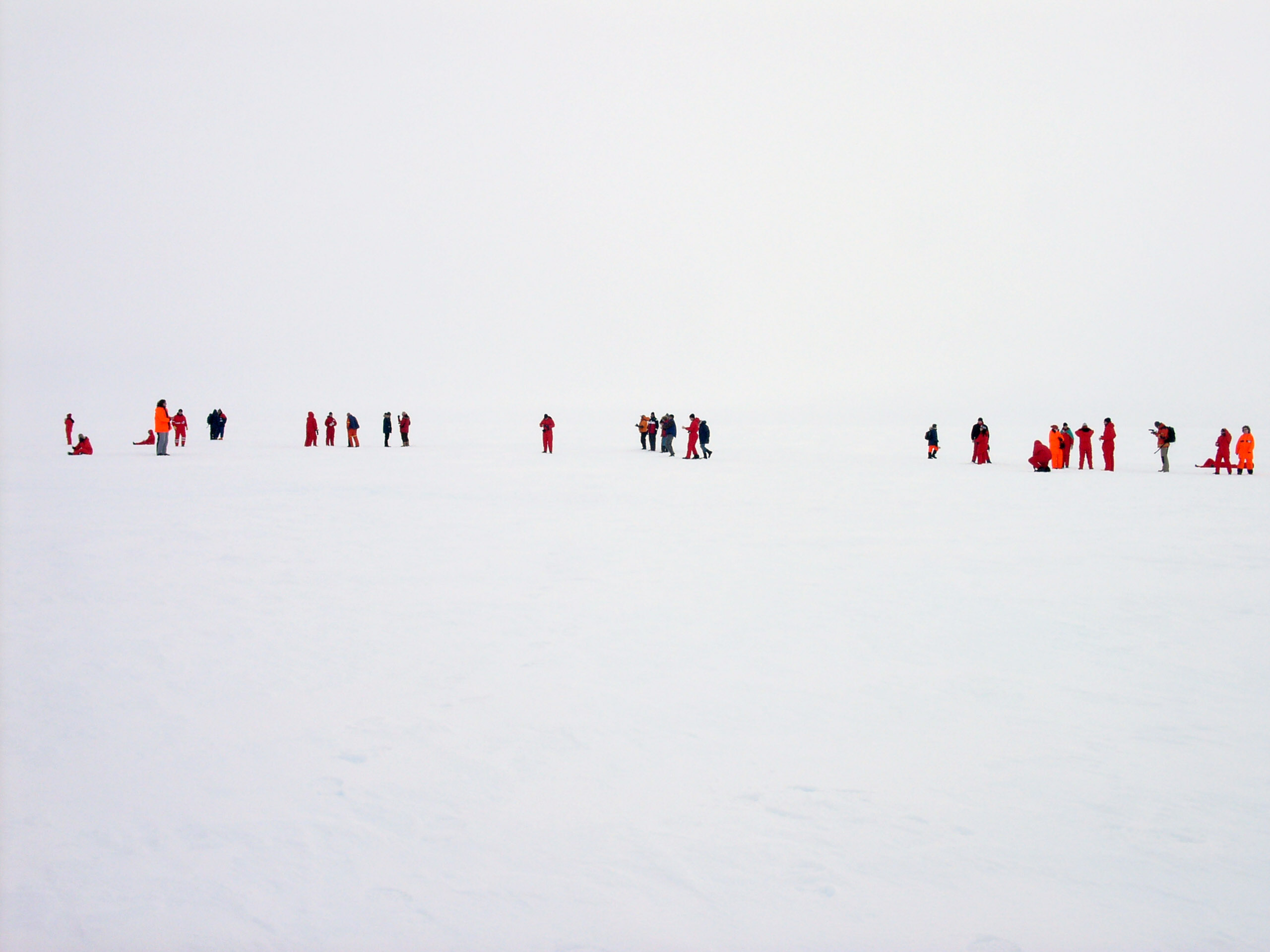
Flatljus på Ekström Shelf Ice, Antarktis

Platt ljus är en spridning av solljus.
Orsak: Solljus både sprids och sprids av atmosfäriska partiklar (till exempel vattenmolekyler, iskristaller) och av snö som ligger på marken. Detta gör att ljus tas emot från flera håll. Vanligtvis ökar effekten under ett flatljus och/eller senare på dagen när solen sänker sig mot horisonten, på grund av solljus som då passerar genom atmosfären en längre sträcka.
Resultat: Ljus tas emot från flera håll där varje ljuskälla producerar överlappande skuggor som tar bort varandra. Detta mattar området och tar bort indikatorer som toner och kontrast, vilket gör det svårt att urskilja liknande färgade sluttningar. Förlusten av visuella indikatorer för form och kantdetaljer resulterar i att objekt och särdrag verkar smälta in i varandra, vilket ger en platt vy utan särdrag. En effekt av visuell blandning kan vara en förlust av skärpedjup som resulterar i desorientering.

## Risker

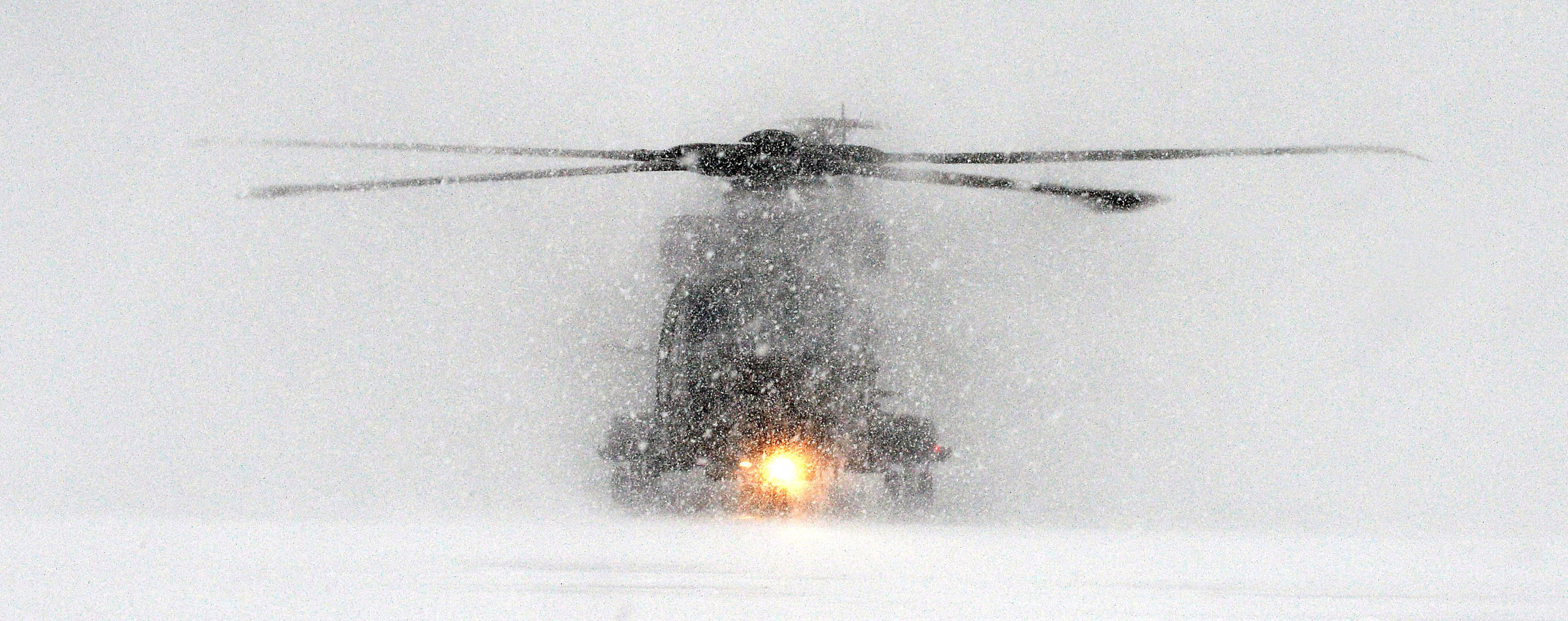
Helikopter som orsakar flatljus genom rotorns nedblåsning

Flatljusförhållanden utgör ett hot mot bergsklättrare, skidåkare, flyg och mobil marktrafik. Bilister, särskilt de på stora höghastighetsvägar, är också i riskzonen. Det har förekommit många stora kollisioner med flera fordon i samband med flatljusförhållanden. En framåtriktad bilist kan stanna helt när de inte kan se vägen medan den bakomvarande bilisten fortfarande rör sig.
Lokala, kortvariga flatljusförhållanden kan skapas på konstgjord väg i närheten av flygplatser och helikopterplattor på grund av flygplansverksamhet. Snö på marken kan röras upp genom spolning med helikopterrotor eller jetmotorströmmar, vilket utgör faror för både flygplan och åskådare på marken.